# Tjambarak
Tjambarak, Tchambarak ou Chambarak (en arménien Ճամբարակ), anciennement Krasnoselsk, est une ville d'Arménie, située dans la région de Gegharkunik, sur la rive est du lac Sevan et à moins d'un kilomètre de la frontière avec l'Azerbaïdjan. Elle est traversée par la rivière Getik.

## Démographie
La ville compte 7 377 habitants en 2008.

## Histoire
La ville fut fondée sous le nom de Mikhaïlovka en 1835-1840 par des immigrants russes ; en 1920, elle devient Karmir Gyugh, puis Krasnoselsk en 1972.
C'était, jusqu'en 1992, le passage obligatoire pour se rendre dans l'exclave d'Artsvashen aujourd'hui occupée par l'armée azerbaïdjanaise.

## Économie
L'économie de la ville repose principalement sur l'agriculture et l'industrie manufacturière.